# Einundzwanzig
Die Einundzwanzig (21) ist die natürliche Zahl zwischen Zwanzig und Zweiundzwanzig. Sie ist ungerade.

## Mathematisches
- Einundzwanzig ist die zwischen Dreizehn und Vierunddreißig liegende Zahl der Fibonacci-Folge.
- 21 ist eine Dreieckszahl: {\displaystyle 21=\sum _{i=1}^{6}i}
- 21 ist die kleinste ungerade Gruppenordnung einer nichtabelschen Gruppe.
- Einundzwanzig ist die kleinste positive natürliche Zahl {\displaystyle n}, für die {\displaystyle n} Quadrate paarweise verschiedener positiver Kantenlänge existieren, die sich zu einem Quadrat zusammensetzen lassen, siehe Quadratur des Quadrates.
- 21 ist eine Zahl aus der Padovan-Folge

## Kultur und Gesellschaft
- 21 ist ein US-amerikanisches Filmdrama aus dem Jahr 2008.
- 21 ist das zweite Album der britischen Sängerin Adele.
- 21 ist das einundzwanzigste Studioalbum der deutschen Power-Metal-Band Rage.
- 21 ist der Zahlencode für den Motorradclub Blue Angels MC
- Quiz 21 ist ein vom NBC als „twenty-one“ entwickeltes Quiz-Sendungsformat.
- 21 Savage ist ein britischer Rapper